# Johanna van Fornenbergh
Johanna Maria van Fornenbergh (getauft 9. November 1651 in Altona bei Hamburg; gestorben 12. April 1728 in Den Haag) war eine niederländische Schauspielerin.

## Leben
Johanna van Fornenbergh wurde in Altona am 9. November 1651 getauft. Sie war die Tochter des Schauspielers und Theaterregisseurs Jan Baptist van Fornenbergh (1624–1697) und der Schauspielerin Helena Heusen (ca. 1622–1680). Sie wurde während einer Auslandstournee ihrer Eltern geboren und in der Deutsch-Reformierte Gemeinde in Altona bei Hamburg getauft. Sie hatte weitere Geschwister, die früh gestorben waren, sowie vier Brüder, Johan (1648/55–nach 1697), Reynier (1657–vor 1684), Cornelis (1659–1684) und Alexander (1661–1697), und drei Schwestern: Susanna, Dorothea und Cornelia. Die vier Schwestern traten wahrscheinlich schon in sehr jungen Jahren auf der Bühne auf und wurden alle Schauspielerinnen in der Truppe ihres Vaters.
Im Jahr 1665 begleitete Johanna van Fornenbergh zusammen mit ihrer wahrscheinlich jüngeren Schwester Dorothea und ihren Brüdern Johan und Reynier die Tournee der Theatergruppe ihres Vaters, die in den nächsten zwei Jahren die königlichen Höfe von Schleswig-Holstein, Dänemark und Schweden besuchen sollte. Sie war gerade vierzehn Jahre alt, als sie zu Beginn dieser Tournee, am 14. November 1665, in Hamburg den 38-jährigen Schauspieler, Dramatiker und Witwer Gillis Nozeman (1627–1682), den Partner ihres Vaters, heiratete. Ein Hamburger Notar veranlasste die Eintragung der Eheschließung in Amsterdam und Den Haag. Diese Ehe hatte wahrscheinlich auch eine geschäftliche Seite: So blieben die Bühnengüter des Unternehmens, Kostüme, Bühnenbilder und Requisiten, in der Familie. Aus dieser Ehe gingen eine Tochter und neun Söhne hervor, von denen die Tochter und drei Söhne früh starben.
Die Companie unter Jan Baptist van Fornenberghs trat für ein Jahr in die Dienste des schwedischen Hofes der Königinregentin Hedwig Eleonora von Schleswig-Holstein-Gottorf und ihres zehnjährigen Sohnes, König Karl XI. Diese ehrenvolle Ernennung verdankte die Truppe ihrem guten Ruf an den Höfen, ihrem vielseitigen Repertoire und ihren erfahrenen Schauspielern. Johanna van Fornenbergh war mit ziemlicher Sicherheit Teil der Truppe, die am 22. Februar 1667 das neue Hoftheater in Stockholm mit einer Aufführung des Stücks „Stockholms Parnas orte Inwijdingh“ des königlichen Theaters in niederländischer Sprache einweihte, gefolgt von der Tragödie „Die Hochzeit des Orondates“. Es ist wenig über ihr schauspielerisches Talent bekannt, doch 1704 wird sie im Vorwort zu The Desperate Love als zum Zeitpunkt dieser Theatereröffnung bereits angesehene Schauspielerin genannt. Das war also zur Zeit ihrer Heirat, als sie noch sehr jung war.
Ihr erstes Kind wurde am 23. Oktober 1667 in Den Haag getauft, es war ein Mädchen namens Helena, welches jung gestorben ist. Danach folgten neun Söhne: Johannes, geboren 1669 in Hamburg, Carel (1674), Gabriël (1677), Matthijs (1679), Gillis (1680) und Gerrit (1682), sowie drei weitere, die sehr jung starben. Zu ihrer Familie gehörte auch Maria Nozeman, eine Tochter Gillis Nozemans aus seiner früheren Ehe mit der Schauspielerin Ariana van den Bergh. Maria Nozeman, die nur zehn Monate jünger als Johanna war, heiratete 1682 Johanna van Fornenberghs Vater Jan Baptist van Fornenbergh. Diese komplizierte Familiensituation führte nach dem Tod von Gillis Nozeman im Jahr 1682 zu einer komplizierten Erbschaftsfrage. Da Nozeman kein Testament hinterlassen hatte, stritten Johanna van Fornenberg und Maria Nozeman um die Hinterlassenschaft, die zwei Häuser, eine Sammlung von Bühnenkostümen und Bühnenbildern umfasste und nach Abzug aller Schulden einen Wert von 8.850 Gulden hatte, bis zum holländischen Gericht, doch sie einigten sich später gütlich.
Johanna van Fornenbergh beendete ihre Karriere im April 1683, weniger als ein Jahr nach dem Tod ihres Mannes, in dem sie vor dem Reformierten Kirchenrat in Den Haag ihre Reue „für ihre früheren Komödienstücke“ zum Ausdruck brachte. Zuvor hatten sich auch ihre Schwestern Dorothea und Cornelia sowie ihr Vater von der Bühne verabschiedet. Sie trat, so weit bekannt, danach auch nicht mehr auf.
Sie zog mit ihren sechs Söhnen nach Amsterdam. Zwei von ihnen, Johannes (Jan) und Gerrit, wurden auch Schauspieler, und Johannes heiratete 1690 die Schauspielerin Anna van Rijndorp. Johanna van Fornenbergh starb am 12. April 1728 im Alter von 76 Jahren in Den Haag.